# Raiffeisenbank (Rusia)
ZAO Raiffeisenbank (del ruso: ЗАО «Райффайзенбанк») es un banco en Rusia. Es una subsidiaria de Raiffeisen Bank International, que a la vez es una subsidiaria enteramente controlada por Raiffeisen Zentralbank. Fue fundado originalmente en 1996 como Raiffeisenbank Austria, y fue establecido en su forma presente desde 2007 tras la fusión de Raiffeisenbank Austria y Impexbank, que había sido adquirido por Raiffeisenbank en 2006.
Raiffeisenbank es uno de los principales bancos de Rusia; sobre la base de sus resultados de 2011, se encuentra en la novena posición en Rusia en términos de activos, quinto en términos de depósitos privados, y séptimo en préstamos al consumo.
Sus subsidiarias en Rusia son Raiffeisen-Leasing, Raiffeisen Pension Fund, y Raiffeisen Capital.